# Oudom Khattigna
Oudom Khattigna (laoški: ອຸດົມ ຂັດຕິຍະ; 3. ožujka 1931. – 9. prosinca 1999.) je bio drugi potpredsjednik Laosa od 1998. do 1999. godine. Umro je za vrijeme njegovog mandata.